# Argei

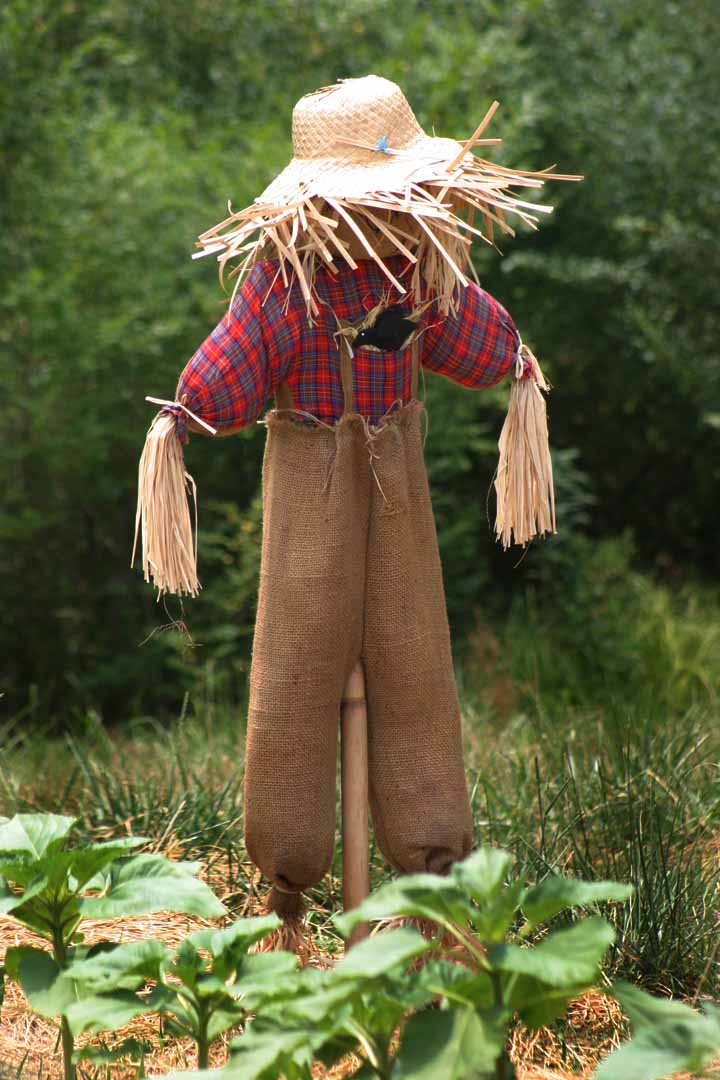
Ejemplo de un Argei en la Era Moderna

Los rituales de los Argei (en latín Argei, -orum en plural) eran ceremonias religiosas arcaicas que se realizaban en la antigua Roma, tenían lugar el 16 y 17 de marzo, y se repetían el 14 o 15 de mayo. En la época de Augusto se oscurecieron los antiguos significados de estos rituales, incluso para aquellos que los practicaban.
Para los ritos de mayo, una procesión constituida por pontífices, vestales y pretores, se abría camino en torno a un circuito de 27 estaciones (capillas, sacella o sacraria), en cada una de las cuales se recogía una figura humana hecha de junco, caña y paja. Después de visitar todas las estaciones, la procesión se trasladaba al Puente Sublicio, el más antiguo de Roma, donde se reunían las figuras de junco para arrojarlas al río Tíber.
Tanto las figuras o efigies como las estaciones o santuarios (capillas), fueron llamados Argei; no obstante, su etimología continua indeterminada.
La continuación de estos ritos en el período histórico tardío Romano, cuando ya no se comprendían cabalmente o se había perdido gran parte de su origen, demuestra lo fuertemente tradicionalistas que fueron los romanos en materia de religión.

## Interpretaciones del culto
Antes de iniciado el ritual, se dejaba una efigie en cada uno de los 27 santuarios (capillas) de los Argei (sacra Argeorum) de las murallas servianas. Se pensaba que las efigies absorbían la corrupción y suciedad de la zona, así su sacrificio posterior era una purificación ritual de la ciudad. Los pontífices y las vestales eran los celebrantes principales. La ruta exacta de la procesión entre las estaciones no está clara en la actualidad.
Según Ovidio, el ritual se había establecido como un sacrificio al dios Saturno, como resultado de un decreto (o responsum) de Júpiter Fatidicus, el oráculo de Dodona. Pero el significado del ritual se había oscurecido y Ovidio ofrece una serie de explicaciones anticuadas.
Algunos historiadores consideran la posibilidad de que el mito proceda de antes de la fundación de Roma. El sacerdote oficial sobre cuestiones de la práctica religiosa y su interpretación (el responsum), habría exigido en realidad un sacrificio humano, un hombre por cada una de las gens (familias o clanes) que vivían cerca de las orillas del Tíber. Esta población temprana se creía tradicionalmente de origen griego, específicamente los compañeros de Evandro y más tarde los de Hércules, que había decidido quedarse y vivir allí. De esto se desprende el punto de vista de que los primeros habitantes de la zona que se convirtió posteriormente en Roma habrían practicado el sacrificio humano. No obstante Ovidio insiste en que Hércules había puesto fin a los mismos y nunca fue una práctica de los propios romanos.
Ovidio da otra interpretación relativa a la desembocadura del Tíber, el dios que personificaba al río. Dado que los primeros habitantes eran de origen griego, dice Ovidio, acumularon nostalgia en su vejez, y pidieron ser enterrados en el río como una especie de retorno simbólico a su patria en la muerte. Si bien esta última interpretación parece incompatible con la anterior, puede ser una reminiscencia de las prácticas funerarias en el agua, de las que se dan testimonio en muchas partes del mundo entre los pueblos primitivos.
Dionisio de Halicarnaso también explica el ritual en términos del sacrificio humano, diciendo que Tíber fue el destinatario regular de estas ofrendas. Las víctimas eran hombres mayores de sesenta años, lo que explicaría la expresión romana: sexagenaria romana de Ponte, ‘sexagenarios romanos desde el puente’.